# Spiritual Machines
| Críticas profissionais | Críticas profissionais |
| Avaliações da crítica  | Avaliações da crítica  |
| Fonte                  | Avaliação              |
| ---------------------- | ---------------------- |
| allmusic               | link                   |

Spiritual Machines é o quarto álbum de estúdio da banda Our Lady Peace, lançado em 13 de março de 2000.

## Faixas
Todas as letras escritas por Raine Maida, música composta por Raine Maida, Mike Turner e Arnold Lanni.
1. "R.K. Intro" — 0:06
2. "Right Behind You (Mafia)" — 3:14
3. "R.K. 2029" — 0:15
4. "In Repair" — 3:58
5. "Life" — 4:23
6. "Middle of Yesterday" — 3:54
7. "Are You Sad?" — 5:08
8. "R.K. 2029 (Part 2)" — 0:12
9. "Made to Heal" — 3:47
10. "R.K. 1949–97" — 0:44
11. "Everyone's a Junkie" — 3:38
12. "R.K. on Death" — 0:39
13. "All My Friends" — 3:37
14. "If You Believe" — 3:35
15. "The Wonderful Future" — 20:00

## Desempenho nas paradas musicais
| Parada musical (2001)          | Posição |
| ------------------------------ | ------- |
| Estados Unidos - Billboard 200 | 81      |
| Canadá - Canadian Albums Chart | 10      |

## Créditos
- Matt Cameron — Bateria em "Right Behind You (Mafia)" e "Are You Sad?"
- Duncan Coutts — Baixo
- Jamie Edwards — Teclados, guitarra elétrica
- Ray Kurzweil — Narração
- Tyler Lanni — Vocal em "R.K. 1949–97"
- Raine Maida — Vocal
- Jeremy Taggart — Bateria, percussão
- Mike Turner — Guitarra